# Nikolai Ivanovici Krîlov
Nikolai Ivanovici Krîlov (în rusă Никола́й Ива́нович Крыло́в)  (n. 30 iulie 1900 – 29 iulie 1980) a fost un mareșal al Uniunii Sovietice.
Între anii 1963-1972 a ocupat funcția de șef al Forțelor de Rachete Strategice în timpul invaziei sovietice a Cehoslovaciei.
1. 1 2  Marea Enciclopedie Rusă, accesat în 25 octombrie 2021
2. ↑  Крылов Николай Иванович, Marea Enciclopedie Sovietică (1969–1978)[*]
3. ↑  Library of Congress Authorities, accesat în 14 august 2021
4. ↑  Крылов Николай Иванович, Marea Enciclopedie Sovietică (1969–1978)[*]